# Заріччя (Гомельська область)
Заріччя (біл. Зарэчча) — селище міського типу в Річицькому районі Гомельської області. Розташоване за 18 км на північний захід від Річиці, за 1 км від автодороги Бобруйськ  — Річиця. Населення 1,5 тис. осіб (2005).
1. ↑  Численность населения на 1 января 2024 г. и среднегодовая численность населения за 2023 год по Республике Беларусь в разрезе областей, районов, городов, поселков городского типа — Національний статистичний комітет Республіки Білорусь, 2024.